# Rosa soulieana
Espèce
Rosa soulieana est une espèce de plantes à fleurs de la famille des Rosaceae. C'est un rosier classé dans la section des Synstylae, originaire de Chine occidentale (Anhui, Chongqing, Sichuan, Tibet et Yunnan), découvert par le père Jean-André Soulié.
On le rencontre dans les régions de montagne entre 2 500 et 3 700 m d'altitude.
On en connaît quatre variétés : 
- Rosa soulieana var. microphylla T. T. Yu & T. C. Ku,
- Rosa soulieana var. soulieana,
- Rosa soulieana var. sungpanensis Rehder,
- Rosa soulieana var. yunnanensis C. K. Schneider.

## Description
Cette plante est un arbuste de 3 à 4 mètres de haut, aux tiges arquées à aiguillons jaunâtres recourbés. 
Les feuilles, imparipennées, sont composées de sept folioles et d'une belle couleur gris vert.
Les fleurs blanches, de 4 à 5 cm de diamètre, sont regroupées en de grands corymbes tout au long des pousses de l'année précédente. 
Les fruits sont ronds, d'un centimètre de diamètre environ, de couleur jaune orangé virant au pourpre noirâtre en fin de maturité.

## Variétés et hybrides cultivés
- Rosa soulieana 'Salicifolia', aux feuilles très allongées,
- 'Kew Rambler' (1912 aux Kew Gardens : Rosa soulieana × 'Hiawantha'), semblable à Rosa soulieana à fleurs roses.